# Mortadelo i Filemon
Mortadelo i Filemon - jest jednym z najbardziej popularnych komiksów w Hiszpanii, którego autorem jest Francisco Ibáñez. Po raz pierwszy został opublikowany 20.01.1958 r. przez wydawnictwo Bruguera. Opowiada o przygodach dwójki zwariowanych agentów.

## Bohaterowie

### Mortadelo
Jest szalonym detektywem. Wysoki, łysy, w okularach i zawsze ubrany w czarny surdut. Uwielbia się przebierać w różne kostiumy - począwszy od kostiumów przypominających zwierzęta, a kończąc na przebraniach przypominających przedmioty natury martwej.

### Filemon
Przyjaciel, a zarazem nieodłączny towarzysz Mortadelo. Jest wykształconym człowiekiem, ekspertem w różnych dziedzinach, takich jak biologia czy geologia. Filemon ma tylko dwa włosy na głowie, nosi białą koszulę i czerwone spodnie. Jednakże w pierwszych latach istnienia komiksu posiadał strój podobny do Sherlocka Holmesa.

### Vicente (Super)
Jest szefem Mortadelo i Filemona. Jest łysy, ma wąsy i zawsze nosi niebieski garnitur. Swoich agentów traktuje w sposób despotyczny, jednakże to on ponosi kary za klęski Mortadelo i Filemona.

### Bacterio
Jest typem szalonego profesora. Tworzy niesamowite wynalazki, które rzadko funkcjonują tak jak powinny. Ma długą, czarną brodę, za którą Ofelia i Vicente ciągną go, gdy wynalazki nie są sprawne tak, jak powinny.

### Ofelia
Sekretarka, kobieta o krągłych kształtach. Nieszczęśliwie zakochana w Mortadelo. Mortadelo i Filemon traktują ją w sposób lekceważący. Nie utrzymuje dobrych relacji z Super i Bacterio.

### Irma
Sekretarka, w przeciwieństwie do Ofelii jest piękna kobietą. Mortadelo i Filemon są w niej zakochani, co jest powodem jej sporów z Ofelią. Jej postać do komiksu została wprowadzono dopiero w 1987 roku.

## Ewolucja komiksu

### Etap pierwszy (1958 - 1968)
Komiks posiadał biało - czarne strony i był bardzo krótki. Bohaterowie wyglądali inaczej niż obecnie. Filemon miał orli nos, nosił marynarkę i kapelusz oraz palił fajkę. Natomiast Mortadelo nosił ciemne okulary oraz posiadał czarny parasol i kapelusz, w którym trzymał swoje przebrania. Byli oni jedynymi bohaterami, Filemon był szefem w biurze informacyjnym, a Mortadelo był jego jedynym pracownikiem.

### Etap drugi (1969 - 1979)
Przygody Mortadelo i Filemona stały się dłuższe, komiks miał 44 strony. Postacie stały się dojrzalsze i można było określić ich osobowość. Pojawiają się nowe postacie. Ibañez do swojego komiksu wprowadza więcej środków humorystycznych (dowcipy itp.). Pierwsza dłuższa historia nazywała się „El sufato atómico”.

### Etap trzeci (1980 - 1989)
Pojawia się ważna zmiana, gdyż każda strona posiada tylko 4 różne rysunki na jednej stronie, a nie 5 jak dotychczas to miało miejsce. Pojawia się, również nowa postać Irma. W latach 1986–1987 Ibañez stracił prawa do publikowania komiksu w wydawnictwie Bruguera.

### Etap czwarty (1990 - do teraz)
Francisco Ibañez odzyskuje prawa do publikacji. Postać Irmy znika z komiksu. Od 1996 roku wszystkie wydarzenia z udziałem Mortadelo i Filemona są prawdziwe i dotyczą tego, co dzieje się w społeczeństwie. Rysunki natomiast zawarte w komiksie są rysowane bardzo szczegółowo.

## Mortadelo i Filemon w Europie
1. Mort & Phil – wersja angielska
2. Paling & Ko – wersja holenderska
3. Mortadela e Salamão – wersja portugalska
4. Flink och Fummel – wersja szwedzka
5. Flip & Flop – wersja duńska
6. Mortadel et Filémon (Futt et Fil) – wersja francuska
7. Mortadella e Filemone (Mortadello e Polpetta) – wersja włoska
8. Αντιριξ και Συμφωνιξ – wersja grecka
9. Älli ja Tälli – wersja fińska
10. Clever & Smart – wersja norweska, czeska, niemiecka
11. Mortadel·lo i Filemó – wersja katalońska
12. Mortadelo e Filemón – wersja galicyjska
13. Mortadelc pa File – wersja słowacka

## Adaptacje

### Seriale animowane
W 1994 roku na antenie BRB Internacional i Antena 3 ukazał się serial animowany, pokazany w dwóch seriach po 13 odcinków, trwających 20 minut.

### Kino
Jedna z adaptacji filmowych pojawiła się w Polsce pt. Liga najgłupszych dżentelmenów (hiszp. La gran aventura de Mortadelo y Filemón) w reżyserii Ilony Kuśmierskiej.

### Musical
W 2008 roku w Teatrze Campoamor (Oviedo) oraz w Teatrze Tívoli (Barcelona) został zaprezentowany musical Mortadelo i Filemon.